# ルーンクエスト
『ルーンクエスト（RuneQuest：略称は"RQ"）』は、グレッグ・スタフォードが中心となって制作し、1978年にケイオシアムから出版されたファンタジーテーブルトークRPG。『ダンジョンズ&ドラゴンズ』などと並び、TRPGの古典作品に挙げられる。
1980年代中期頃、『ルーンクエスト』がケイオシアム社からアバロンヒル社へ売却され、アバロンヒル社より同ゲームの第三版が発行された。日本ではホビージャパンが1987年から1994年までアバロンヒル社製英語版シリーズの一部を翻訳販売していた。
2018年にケイオシアム社より『RuneQuest - Roleplaying in Glorantha』が発行されている(ケイオシアム社としての第四版、他社流通を含めると第七版)。
2023年12月、日本でも『ルーンクエストスターターセット日本語版PDF』としてスターターセットが翻訳リリースされた。

## 背景世界
『ルーンクエスト』は遊ぶ際にプレイヤーが自由に世界設定を構築してもよいとされているが、製作者のグレッグ・スタフォードらが用意した世界「グローランサ」がプレイヤーに人気なため、そちらがよく用いられている。グローランサは文化人類学や神話学の手法を模した詳細な背景設定がなされており、架空世界の住人の信仰体系や文化的背景について細かく追求されている。
最新版の『RuneQuest - Roleplaying in Glorantha』では、背景世界「グローランサ」で遊ぶためにシステムデザインが行われている。

## ルール
ゲームのルールシステムは『クトゥルフの呼び声』や『ストームブリンガー』などと同じベーシック・ロールプレイングを採用されている。ただし、17世紀以前のヨーロッパについて研究する創造的アナクロニズム協会（The Society for Creative Anachronism, Inc）の調査結果に基づいた緻密な戦闘ルールを備え、他のベーシック・ロールプレイングのゲームに比べてもよりリアル指向のルール体系となっている。

### キャラクター作成
プレイヤーキャラクターの作成はベーシック・ロールプレイングの基本に基づきスキル制に属する。
プレイヤーは、キャラクターの出身文化圏をまずはじめに決めて、その文化圏の人口分布の割合に応じた出自決定表を参照する。出自決定表はキャラクターの生まれた家の職業や地位を決定する表であり、サイコロによってランダムで決められる。この表は背景世界の設定に忠実に作られているため、たいていのキャラクターは高確率で農民階級出身になるようにできている。この出自でキャラクターの初期の技能が決定されるため、リアルである反面、まともに冒険に出られるキャラクターが非常に作りにくいという弱点も持つ（しかし、プレイアビリティを損ねてでも世界観のリアルさを追求するこのストイックさも人気の秘密である）。
近年のゲームではそう珍しくはないが、人間、エルフ、ドワーフと言った定番の人型種族以外に、トロールやドラゴニュート、ダック（直立歩行するアヒルに似た種族）などどちらかと言えばモンスターに属する種族をプレイヤーキャラクターとすることができる。トロールは人間と並ぶ重要種族で、ドラゴニュートとダックはルーンクエストが初出のオリジナルモンスターであり、いずれもルーンクエストを特徴付ける存在と言える。
また、グローランサを舞台にする場合は職業に加えてキャラクターが属するカルト（宗派）が重要になる。グローランサで特に神官などの職業についていない人間であっても、ほぼ全ての人口がなんらかの神話文化に属していて（無宗教であるなら無宗教の神話文化がある）、キャラクターはその神話文化によって独自の特殊能力（魔法や加護など）が得られるようになっている。
最新版ではドラゴン・パス地方の出身キャラクターを作成するようになっており、サーター王国出身ならば部族戦士や司祭、貴族などの冒険者向けの職業出身の選択を推奨している。

### 命中部位
『ルーンクエスト』の戦闘システムの特徴の一つが命中部位という概念である。『ルーンクエスト』では武器はキャラクターに命中した際、身体のどこの部分に命中したかをサイコロによって決定するようになっている。そしてヒットポイントはこの部位ごとに存在し、「与えたダメージは小さいが、命中した部分が頭だったので相手を即死させた」とか「大ダメージを受けたが、命中した部位が左腕だったので命は助かった。左腕は完全にひきちぎられたが、出血にさえ注意すればまだ戦える」などといったさまざまなシチュエーションの再現が可能になっている。

### ストライク・ランク
『ルーンクエスト』の戦闘システムのもう一つの特徴がストライクランク（SR）である。
『ルーンクエスト』ではキャラクターの一挙一投足にストライクランクモディファイア（SRM）という時間コストが存在している。武器を準備するのは3SRMがかかる、移動は3ｍにつき1SRMが必要、などといったようにである。そして、1ラウンドは10SR(最新版では12SR)で構成され、キャラクターは自身のSRMの合計によって得られたSRで最終的に行動を処理する。このSRMとして表現される行動コストは、固定値のものもあればキャラクターの能力値から変化するものもあり、呪文を除き1複数のラウンドにまたがって行動を持ち越すことはできない。
ほかの一般的なTRPGと異なり、ルーンクエストはダイスによるイニシアティブ決定を用いない。SRMの合計によって算出されたSRの値そのものがイニシアティブを決定し、武器と防具を構えて対峙した戦士同士が単純に攻撃を繰り出しあうだけならば常に同じ順序で行動が解決される。また、自身が受けや回避などの防御行動を取れるようになる前に攻撃が命中した場合、それらに対する防御や回避をすることはできない。これらの条件を緩和するために、プレイヤーは自らの置かれた状況に応じて最善の戦術を選択する必要がある。たとえば敵の攻撃が早すぎて防御できない場合、そのアドバンテージが武器の間合いによって得られているのなら、「敵の懐に飛び込んで武器のリーチを無効にする」ことで、決定したSRMの合計に関わらず、敵よりも早く行動ができるようになる、という具合である。
『ルーンクエスト』のゲームでは1ラウンドに行う行動は、毎ラウンドの開始前に事前に宣言しておく必要がある。もしも行動をラウンド進行中に変更したいならば、そのたびにストライクランクを何点か追加する必要がある(最新版ではこの部分はだいぶ緩和されている)。このルールと上記のような戦術オプションの組み合わせにより、互いの戦術を先読みすることが必須になり、高度な対人戦闘を実現している。

## グローランサの背景設定
グローランサは多数の神が存在する世界であり、その神々に対する信仰がキャラクターの生活や特殊能力をも左右している。
その神話的背景は細部について異なったバージョンが流布されており、場合によっては意図的に矛盾するように記述されている。例えば、神々の争いのエピソードがあるとして、それぞれの神を主神とする民族の立場に偏った神話が個々に存在する。
他にも『グローランサ年代記』という、グローランサの住人が書いたという体裁を取った架空の歴史書として出版されたが、この作品も他の資料との記述の矛盾などから、グローランサ世界における偽書の扱いではないかとの見解が示されるなど、プレイヤーサイドも巻き込んだ架空神話体系の展開が広がっている。
また、基本的にプレイヤー・キャラクターの信仰する側の神であるオーランスなどが絶対的な正義の神として描かれておらず、オーランスを信仰する人々は歴史上のゲルマン人のような蛮族であり、オーランスはその民族神であって、数々の英雄的活躍はこなすものの、太陽神の弑逆に見られるように乱暴で無思慮な神として描かれることも多い。
こうした信仰体系に加えて、敵役としてローマ帝国を髣髴とさせる巨大帝国ルナーを配置している（グレッグ・スタフォードはそのモチーフをサーサーン朝ペルシャであると語っている）。
グローランサは後のテーブルトークRPGにも影響を与えており、日本の作品だと『ロードス島戦記』とその背景世界である『ソード・ワールド』は影響を受けていると水野良は公言しており、『ガープス・ルナル』や『アルシャード』などにも見られると思われる。また、コンピュータRPG『幻想水滸伝シリーズ』には人語を解すアヒルたちの部族“ダッククラン”や白熊の毛皮を着たハレックなる戦士も登場し、さらには「赤月帝国」なる国家が存在することなど、グローランサのかなり直接的な影響が見て取れる（これらの存在はグローランサにほぼそのままの名前と外見で存在している）。
ルーンクエストはその後、版権の関係もあって背景世界であるグローランサとは切り離され、グローランサを舞台とする新しいテーブルトークRPGである『ヒーローウォーズ』、『Hero Quest』がイサリーズ社（イサリーズはグローランサの交易神の名である）より出版されているが、これらはルーンクエストとはシステム的に直接の関係はない。
2006年、イサリーズ社と提携したMongoose Publishing社より、第二期のグローランサを舞台とする新しいルーンクエストの発売が開始された。
2018年、ケイオシアム社より、太陽暦1626年の英雄戦争時代のグローランサを舞台とするルーンクエストが発行された。

### ファンタジー・ヨーロッパ
第三版の『ルーンクエスト』にはグローランサ以外の舞台としてファンタジー・ヨーロッパというものが用意されている。
ファンタジー･ヨーロッパは「史実のヨーロッパに魔法や怪物が実在しているパラレルワールド」という設定の架空世界であるのだが、実は日本語版の『ルーンクエスト』（英語版の第三版）は基本ルールブックではグローランサではなくファンタジー・ヨーロッパを基本としている。そのため、グローランサで『ルーンクエスト』を楽しむにはグローランサ用のサプリメントを購入することが必須となっている。
ファンタジー・ヨーロッパは『ルーンクエスト』の第三版から登場した世界設定でそれ以前の版には存在していなかった。これは第三版からゲームの発売元がケイオシアム社(en:Chaosium）からアバロンヒル社(en:Avalon Hillに変わった影響であるとも言われている。
また、ファンタジー・ヨーロッパにはヴァリアントとして以下の二つの舞台設定がある。
ヴァイキング
ファンタジー・ヨーロッパの北方を舞台にした世界設定。ヴァイキングが活躍していた時代の北欧を冒険の舞台とする。
ランド・オブ・ニンジャ
ファンタジー・ヨーロッパの東方にある島国「日本」を舞台にした世界設定。古代の日本をデフォルメしたファンタジー世界である。日本語版を出す前提でRPGマガジンにリプレイも連載されたが、諸般の事情から日本語版の発売は立ち消えとなり連載も打ち切られた。ホビージャパンによる正規輸入品（英語版）も返金回収されている。

## 製品一覧
ここでは、日本語で発売された製品を列挙する。

最新版はFrogGamesより発売されている。
ルールブック
- スターターセット(PDF版)

以下はホビージャパンより発売された第三版の製品群となる。
- ルールブック
  - ルーンクエスト
  - ルーンクエスト上級ルールブック　（上級とあるが、実質的にはこれも含めて基本ルール扱いされることの方が多い）
- サプリメント
  - アップルレーン　（グローランサを舞台にしたシナリオ集）
  - グローランサ　（グローランサのワールドガイド）
  - グローランサの神々　（グローランサの宗教、神話の資料集）
  - グローランサ動物誌　（グローランサの生物データ）
  - スネークパイプ・ホロウ　（グローランサを舞台にしたシナリオ集）
  - グローランサ古の秘密　（グローランサの異種族データ）
  - ルーンクエスト・シティーズ　（シティーアドベンチャー用ガイド。グローランサに限らない）
  - グリフィン・アイランド　（ファンタジー・ヨーロッパ前提の資料集）
  - トロウルパック　（グローランサのトロウルのデータ）
  - サンカウンティ　（グローランサの地域ガイドの一つ）
  - ゆりかご河　（グローランサの地域ガイドの一つ）
  - モンスターコロシアム　（ファンタジー・ヨーロッパ前提の資料集）
- 関連製品
  - ドラゴン・パス　（グローランサを舞台にしたウォー・シミュレーションボードゲーム)
  - ヘンダーズルインの領主　（TRPG小説アンゾロジー。表題作は水野良によるグローランサ小説）
  - グローランサ年代記　（グローランサの歴史本。英語版の「King of Sartar The Mystery of Argrath;How One Man Become a God」の翻訳）

日本語版は基本的に英語版を忠実に翻訳することが目指されていたが、ボックスアートは日本オリジナルのものを使われることが多かった。

### ルーンクエスト・ナインティーズ
ルーンクエスト・ナインティーズ（RuneQuest’90s)は、『ルーンクエスト』を元に桂令夫によって製作された日本オリジナルのテーブルトークRPGである。1992年にホビージャパンからA4版書籍にて発売された。
『ルーンクエスト・ナインティーズ』はルーンクエストの簡易版を目指したゲームであり、ゲームシステムの基本はベーシック・ロールプレイングを使っているものの、ストライクランクや疲労度といった複雑な要素は取り除かれ、カルトを元にしたテンプレートを事実上のキャラクタークラスとする、取り回しのいいルールになっている。
英雄戦争（グローランサ世界のドラゴンパス地域で起こることが予言されている戦争）に関係する冒険を遊ぶことにテーマを絞ったゲームになっており、ゲームの冒険の舞台もプレイヤーキャラクターの出身地域もドラゴンパスにほぼ限定している。また、「英雄戦争で活躍可能な英雄候補生たち」をプレイヤーキャラクターとして扱うゲームなため、本家『ルーンクエスト』よりも遥かに冒険に出やすいヒロイックなキャラクターが作成できるようになっている。
- ルールブック
  - ルーンクエスト・ナインティーズ
- サプリメント
  - ドラゴンアトラス　（ドラゴンパス地域を中心にグローランサの全体像を纏めたワールドガイド）